# S/2004 S 31
S/2004 S 31 — природний супутник Сатурна. Відкритий Скоттом Шеппардом, Девідом Джуїттом та Дженом Кліна 8 жовтня 2019 року після спостережень, проведених у період з 12 грудня 2004 року по 22 березня 2007 року.
Діаметр S/2004 S 29 — близько 4 км, велика піввісь — 17 402 800  км, орбітальний період — 853,8 земної доби, обертається навколо Сатурна з прямим напрямком під нахилом 48,11 ° до площини екліптики, ексцентриситет орбіти — 0,242. S/2004 S 31 належить до групи інуїтів.